# Mikoyan-Gurevich Ye-5
YE-5 (tiếng Nga: Е-5, hay Х-5, И-500, МиГ-21), các cách gọi khác: Kh-5, I-500, MiG-21, là một loại máy bay thử nghiệm trong chương trình phát triển MiG-21. Nó là mấu thử đạt yêu cầu đầu tiên, trong thực tế trở thành mẫu cho đợt sản xuất hàng loạt đầu tiên. Bay lần đầu năm 1956. YE-5 được phát triển bởi phòng thiết kế máy bay Mikoyan (ОКБ Микояна) và Gurevich (Гуревича).
Thuộc loại máy bay tiêm kích đánh chặn, cánh tam giác có đuôi, mang động cơ AM-11, đóng năm 1955. Máy bay có thiết kế cánh khá phức tạp, ba lớp ngắn cách mặt, hai lớp ở cạnh trước cánh. Máy bay có 3 mào mỗi cánh, có tác dụng như là làm rộng cánh thêm, trong khi kích thước cánh thật sự hẹp. Máy bay bắt đầu vào vị trí thử nghiệm ngày 9 tháng 1 năm 1956, phi công thử nghiệm V.A. Nhefedov. Ngày 20 tháng 2 xảy ra một sự cố, cháy động cơ khi vận hành thử trên mặt đất, tuốc-bin bị phá hủy. Sau khi sửa chữa và hoãn kế hoạch, máy bay thực hiện 8 chuyến bay từ 26 tháng 3 đến 19 tháng 5. Một lần nữa kế hoạch thử nghiệm lại dừng do động cơ cháy. Từ tháng 10 năm 1956 đến tháng 2 năm 1957, người ta gửi máy bay về xưởng.
Ở đây, phần đầu thân kéo dài ra 40 cm, động cơ R-11-300 mới được trang bị. Động cơ mới mở rộng buồng đối. Từ ngày 1 tháng 4 đến ngày 26 tháng 5 năm 1957, máy bay YE-5 mới thực hiện 13 chuyến bay. Máy bay hoàn thành các thử nghiệm, các đánh giá ký thuật đều tốt ngoại trừ tốn nhiên liệu làm giản tầm bay. Theo yêu cầu Hội đồng Bộ trưởng ngày 18 tháng 6 năm 1957 máy bay chuyển đến nhà máy số 31 với tên gọi MiG-21 (kiểu 65). Ở đây năm 1957, 10 máy bay được đóng.
Năm 1960, phiên bản dùng ván trượt không thụt vào được thử nghiệm, mã tên YE-5-2. Phiên bản YE-4 là máy bay cánh tam giác đầu tiên, khí động chưa hoàn chỉnh, những số liệu bay thử YE-4 dùng để thiết kế khí động YE-5.
Động cơ R-11 là động cơ hai trục lồng nhau lần đầu tiên áp dụng cho máy bay chiến đấu trên thế giới, có khá nhiều ấn bản và hậu duệ được dùng rất lâu. Cấu tạo động cơ gồm hai trục chính, trực ngoài rỗng gắn tuốc-bin đẩy áp cao một tằng và trục trong gắn tuốc-bin đẩy áp thấp một tầng. Mỗi trục gắn vài tầng máy nén dọc trục, tùy đời động cơ có từ 4-8 tầng nén tổng cộng. Một trục phụ phía sau được chụp kín kéo máy phát, bơm dầu. Truyền động mặt trời. Động cơ có áp suất đốt 8,7 atm.
Các động cơ kiểu Nene được dùng cho các máy bay từ MiG-15 đến MiG-19. Động cơ AM-5 dự định lắp cho MiG-19 hoàn thiện rất chậm. Điều đó cho thấy bế tắc khi tiếp tục phát triển kiểu Nene. Loại động cơ này có một tầng nén ly tâm và một tầng tuốc-bin đẩy, áp suất đốt 3-4 atm. Hiệu suất thấp khi tốc độ thấp và gây lực cản lớn khi tốc độ máy bay tăng lên vượt 1900 km/h.
Kiểu cánh xuôi sau cũng dùng từ MiG-15 đến MiG-19. Đến đây, kiểu cánh này nặng, cản mạnh, yếu và phân kỳ luồng gió khi tốc độ máy bay tăng cao. Tuy nhiên, kiểu cánh tam giác của MiG-21 chỉ xuất hiện trong thời gian ngắn. Nhìn chung, MiG-21 là máy bay trung gian giữa thời hỗn chiến dùng súng và thời tìm diệt bằng radar.
```
Sải cánh: 7,75 mét
Dài: 13,46 mét
Diện tích cánh: 23 mét vuông
khối lượng rỗng: 3506
 
kg
Khối lượng cất cánh tối đa: 5200
 
kg
Dung tích dầu trong: 1400 lít
Kiểu động cơ: 1 động cơ phản lực một luồng khí (
TurboJet
) 
R -11
-300.
Lực đẩy: 5300
 
kg
Tốc độ tối đa: 1970
 
km/h
Tầm bay: 1330
 
km
Tốc độ leo cao: 3125 mét/phút
Trần bay: 17500 mét
Tổ lái: 1 phi công
Vũ khí: 3 đại bác bắn nhanh 30
 
mm kiểu 
NR-30
```